# Serbia ai XXIV Giochi olimpici invernali
La Serbia ha partecipato ai XXIV Giochi olimpici invernali, che si sono svolti dal 4 al 20 febbraio 2022 a Pechino in Cina, con una delegazione composta da due atleti, un uomo, Marko Vukićević, ed una donna, Nevena Ignjatović. Entrambi hanno gareggiato nello Sci alpino, senza vincere alcuna medaglia.
Portabandiera della squadra nel corso della cerimonia di apertura è stato lo stesso Marko Vukićević, mentre durante la cerimonia di chiusura la bandiera è stata portata da un volontario.

## Delegazione
La delegazione della Serbia alle Olimpiadi invernali di Pechino è composta da due atleti che gareggiano in uno sport
| Sport      | Uomini | Donne | Totale |
| ---------- | ------ | ----- | ------ |
| Sci alpino | 1      | 1     | 2      |
| Totale     | 1      | 1     | 2      |

## Risultati

### Sci alpino

#### Uomini
| Marko Vukićević | Discesa libera | DNF     | DNF | DNF | DNF |
| Marko Vukićević | Super-G        | 1:29.45 | 34o |     |     |

#### Donne
| Atleta            | Evento         | Tempo     | Tempo     | Tempo   | Posizione |
| Atleta            | Evento         | 1ª manche | 2ª manche | Totale  | Posizione |
| ----------------- | -------------- | --------- | --------- | ------- | --------- |
| Nevena Ignjatović | Discesa libera | -         | -         | 1:40.73 | 30a       |
| Nevena Ignjatović | Combinata      | 1:37.02   | DSQ       | DSQ     | DSQ       |